# Рекли, Джулия
Джулия Рекли (итал. Giulia Recli; 4 декабря 1884 года, Милан, королевство Италия — 19 декабря 1970 года, Бривьо, Италия) — итальянский композитор и эссеист. Её имя носит музыкальная премия, вручаемая Миланской консерваторией.

## Биография
Джулия Рекли родилась 4 декабря 1884 в Милане, в королевстве Италия. Обучалась игре на фортепиано у Джованни Марии Анфосси, вокалу у Алессандро Бончи и Витторио Ванцо, композиции у Виктора де Сабата и Ильдебрандо Пиццетти. Занималась литературной деятельностью с сестрой, Марией Рекли, поэтессой и художницей.
Она была первым итальянским композитором-женщиной, чьи симфонические произведения прозвучали в театрах Ла Скала в Милане, Метрополитен-опера в Нью-Йорке, Альберт-холл в Лондоне, концертном зале Видаго в Будапеште.
Джулия Рекли была победителем и лауреатом ряда международных музыкальных конкурсов в Европе и Америке. В США первым, кто познакомил публику с произведениями композитора был дирижёр Туллио Серафин. Сочинения Джулии Рекли исполняли выдающиеся музыканты того времени, такие, как скрипач Сезар Томсон.
В 1931 году её опера «Николетт засыпает» (фр. Nicolette s'endort) была исполнена в Метрополитен-опера французским тенором Жоржем Тиллем, которому аккомпанировал скрипач Марио Витетта. В 1965 году оркестр телевидения и радиовещания Италии дал концерт в Риме, на котором были исполнены её произведения, вместе с сочинениями трёх других женщин-композиторов.
Кавалер (награждена в Риме 2 июня 1964 года) и офицер (награждена в Риме 27 декабря 1969 года) ордена «За заслуги перед Итальянской республикой».
Умерла 19 декабря 1970 года в Бривио, в Италии.

## Творческое наследие
Творческое наследие композитора включает 3 оперы и многочисленные сочинения камерной музыки.